# Bacchidi
Bacchidi (Bacchides) è una commedia di Plauto scritta verso la seconda metà del III secolo a.C.
La commedia si basa su uno dei classici schemi della Palliata: due giovanotti sono innamorati di due meretrici, ma i loro genitori si oppongono; in loro aiuto accorre il servo furbo che risolverà la situazione. Ad ingarbugliare maggiormente la vicenda il nome identico, Bacchide, tra le due sorelle meretrici: sarà naturalmente causa momentanea di scontro tra i due giovanotti, che credono di competere per la stessa donna. La scena è ambientata ad Atene.
Questa commedia è l'unica superstite di cui si possegga, per una sezione, il testo del modello greco: il Dis exapaton ("Duplice ingannatore) di Menandro.

## Personaggi
- Bacchide I e la sorella, Bacchide II, entrambi meretrici, con le loro capacità seduttive riescono abilmente a gestire la situazione in proprio favore, pur comparendo solamente nella prima e nell'ultima scena; tra le due la prima è quella più navigata, è lei quella che tiene in suo potere gli altri personaggi.
- Pistoclero, adulescens, all'inizio sembra impaurito da quella che sembra un'iniziazione amorosa, poi inevitabilmente cede alle moine delle meretrici.
- Mnesiloco, amico di Pistoclero, è di ritorno da un viaggio ad Efeso, per ritirare un pagamento da un debitore del padre. Ha incaricato l'amico di ritrovargli la donna di cui era innamorato, Bacchide.
- Crisalo, servo di Mnesiloco e suo alleato contro il padre del suo padrone, di cui scatena le ire. Come tutti i servi della commedia plautina, è astuto ed al bisogno irriverente, non si fa scoraggiare dalle difficoltà e mantiene sempre fisso il suo obiettivo, per il quale teme di diventare "pellaccia da scudisciate" se scoperto dal suo antagonista.
- Nicobulo, vecchio padre di Mnesiloco, si fa ingannare con facilità dal servo del figlio; si fida eccessivamente di Mnesiloco e mantiene sempre alta la sua statura morale, non all'altezza, però, della sua credulità.
- Lido, pedagogo di Pistoclero, è sconcertato dal comportamento immorale del suo allievo, che si intrattiene con delle meretrici, lo ostacola nelle sue azioni ma non trova un alleato nel padre del giovane, del quale aveva chiesto l'aiuto.
- Filosseno, il padre di Pistoclero è più accondiscendente verso la vita amorosa del figlio, memore dei suoi trascorsi giovanili.
- Cleomaco, classico soldato sbruffone, è uno degli ostacoli che si frappongono tra Mnesiloco e Bacchide, della quale detiene la proprietà. Esige del denaro per rinunciarvi, e la ricerca dei soldi da pagare al soldato sarà il fulcro attorno al quale ruota la commedia.

Altri personaggi secondari sono uno Schiavetto, un Parassita del soldato ed Artamone, un aguzzino di Nicobulo, chiamato dal vecchio per punire Crisalo.

## La commedia
Il testo arrivato fino ai nostri giorni manca dei primi 200 versi, quindi mancano sia l'argomento che il prologo dell'opera. Quello che si è riuscito a dedurre dai frammenti è che la scena inizia con l'arrivo di un servo che informa Bacchide I dell'arrivo della sorella, poi tra le due scoppia una concitata discussione.

### I atto
Arriva Pistoclero (adulescens), che provoca distaccato le due sorelle criticando la loro vita dissoluta. Ma alla fine le due ammaliatrici riescono a convincere il giovane ad entrare in casa loro. Ma arriva Lido (pedagogo di Pistoclero), il pedagogo mette in guardia il suo allievo dall'amore per le donnine, ma Pistoclero è convinto ad entrare. I due entrano nella casa delle Bacchidi.

### II atto
Dialogo tra Crisalo (servo di Mnesiloco e suo alleato contro il padre del suo padron), appena arrivato, e Pistoclero: il giovane gli comunica di aver ritrovato l'amata di Mnesiloco, il servo già escogita un piano a svantaggio del padrone per raggranellare la cauzione per Bacchide: 200 filippi d'oro. Andatosene Pistoclero (vecchio padre di Mnesiloco) arriva Nicobulo padre del giovane padrone; il servo racconta al padre del suo padrone che parte dei soldi è rimasta ad Efeso, al sicuro nella casa di un sacerdote ed a disposizione del vecchio, avendo Arcifrega, amico di Nicobulo rifiutato di pagarli: in questo modo Mnesiloco potrà usare tutto il denaro a suo piacimento. Poi Nicobulo se ne va in cerca del figlio che vuole salutare.

### III atto
Lido esce furioso dalla casa delle Bacchidi, intenzionato ad informare Filosseno del comportamento del figlio. Arriva Mnesiloco grato all'amico di cui tesse le lodi, ma si ricrede stupefatto davanti al racconto di Lido che trascina un riluttante Filosseno davanti alla casa delle Bacchidi: Pistoclero si lasciava andare a inequivocabili effusioni con Bacchide. I due lasciano poi il giovane con il compito di riportare Pistoclero sulla retta via, ma Mnesiloco è furente: infatti crede ancora che vi sia una sola Bacchide. Il giovane decide di restituire i soldi al padre per non riscattare la meretrice, chiedendo però il perdono per Crisalo che ha agito su suo ordine. Quando arriva Pistoclero Mnesiloco lo accusa, ma si deve ricredere alla vista delle due Bacchidi.

### IV atto
Arriva il parassita a reclamare i soldi per il suo padrone, Pistoclero lo caccia a male parole. Ora i due amici sono alle prese con il problema di recuperare il denaro. Sopraggiunge Crisalo che trova subito l'inghippo ai danni di Nicobulo che inizialmente non si fida di lui. All'arrivo di Cleomaco Crisalo riesce con l'inganno a far pagare al vecchio la cauzione per Bacchide. Rimasto solo Crisalo si loda, paragonandosi agli Atridi e ad Ulisse, espugnatori della vecchia rocca di Troia. Alla fine il servo riesce a ricavare altri 200 filippi al padre del suo padrone. Come? Il servo racconta al padre di Mnesiloco che per zittire Bacchide e impedire che l'infamia dell'accaduto colpisca suo figlio servono questi altri 200 filippi. Intanto Filosseno è ormai convinto a passare sopra le scappatelle del figlio.

### V atto
Nicobulo, ormai cosciente dello smacco subito, incontra Filosseno: insieme decidono di far visita alle Bacchidi per recuperare i loro figli. La storia ha un epilogo irriverente: anche i due vecchi finiscono nel cadere nelle trappole amorose delle due meretrici.

## Baccanti in baccanali
Spesso in Plauto ricorre l'espressione bacchae bacchanti per indicare un personaggio, quasi sempre una donna, in preda ad un delirio che non conosce ragioni esterne.
L'omofonia tra il nome delle due meretrici della commedia e i riti orgiastici molto in voga a Roma verso la metà del III secolo. Lo stesso Pistoclero dice (Bac. 55-56) a Bacchide di avere grande paura di lei e del suo baccanale, del quale si può scorgere una parodia nella commedia: l'iniziazione che vede protagonista il giovane nel primo atto, il grande spazio che acquista la descrizione degli ornamenti di Pistoclero e del suo carico di cibarie, vino e fiori poco dopo, e l'indignazione del severo pedagogo in apertura del terzo atto contro quei costumi dissoluti.
I culti bacchici avevano raggiunto una straordinaria partecipazione a Roma, tanto da diventare molto più simili ad un'orgia piuttosto che a un rito religioso, motivo per cui il senato li proibirà nel 186 a.C.